# Jakub Piotrowski
Jakub Piotrowski (Toruń, 4 oktober 1997) is een Pools voetballer die als centrale middenvelder speelt. Hij komt sinds augustus 2025 uit voor Udinese van de Serie A.

## Clubcarrière

### Jeugd en begin profcarrière
Piotrowski doorliep de jeugdreeksen van de Poolse amateurclub Chemik Bydgoszcz en sloot zich in 2014 aan bij de Poolse derdeklasser Wda Świecie, hier speelde hij in het seizoen 2014-2015 in het eerste team van de club. In 2015 werd hij opgemerkt door eersteklasser Pogoń Szczecin dat hem overnam, Piotrowski kwam in zijn eerste twee seizoenen aan 8 competitiewedstrijden waarna hij begin 2017 voor een half seizoen werd uitgeleend aan tweedeklasser Stomil Olsztyn. Aan het begin van het seizoen 2017/18 keerde hij terug naar Pogoń Szczecin en Piotrowski kon er nu een basisplaats afdwingen, hij speelde een heel sterk seizoen waarna er veel interesse in hem was.

### KRC Genk
In mei 2018 tekende hij een contract voor drie jaar met één jaar optie bij het Belgische KRC Genk. Op 26 juli 2018 maakte hij zijn officieel debuut voor de club in de Europa League voorronde wedstrijd tegen Fola Esch, Piotrowski viel na 75 minuten in voor Aly Samatta.

## Statistieken
| Seizoen | Club               | Land            | Competitie      | Competitie | Competitie | Beker | Beker | Supercup | Supercup | Europees | Europees | Totaal | Totaal |
| Seizoen | Club               | Land            | Competitie      | Wed.       | Dlp.       | Wed.  | Dlp.  | Wed.     | Dlp.     | Wed.     | Dlp.     | Wed.   | Dlp.   |
| ------- | ------------------ | --------------- | --------------- | ---------- | ---------- | ----- | ----- | -------- | -------- | -------- | -------- | ------ | ------ |
| 2015/16 | Pogoń Szczecin     | Vlag van Polen  | Ekstraklasa     | 4          | 0          | 0     | 0     | –        | –        | –        | –        | 4      | 0      |
| 2016/17 | Pogoń Szczecin     | Vlag van Polen  | Ekstraklasa     | 4          | 0          | 3     | 0     | –        | –        | –        | –        | 7      | 0      |
| 2016/17 | → Stomil Olsztyn   | Vlag van Polen  | I liga          | 13         | 0          | 0     | 0     | –        | –        | –        | –        | 13     | 0      |
| 2017/18 | Pogoń Szczecin     | Vlag van Polen  | Ekstraklasa     | 28         | 3          | 2     | 0     | –        | –        | –        | –        | 30     | 3      |
| 2018/19 | KRC Genk           | Vlag van België | Eerste Klasse A | 5          | 0          | 2     | 0     | –        | –        | 6        | 1        | 13     | 1      |
| 2019/20 | KRC Genk           | Vlag van België | Eerste Klasse A | 6          | 0          | 1     | 0     | 1        | 0        | 0        | 0        | 8      | 0      |
| 2019/20 | → Waasland-Beveren | Vlag van België | Eerste Klasse A | 0          | 0          | 0     | 0     | 0        | 0        | 0        | 0        | 0      | 0      |
| TOTAAL  | TOTAAL             | TOTAAL          | TOTAAL          | 60         | 3          | 8     | 0     | 1        | 0        | 6        | 1        | 69     | 4      |

Bijgewerkt op 8 januari 2020.

## Interlandcarrière
Als jeugdinternational speelde Piotrowski al voor verschillende jeugdelftallen van het Pools voetbalelftal.
Op 12 oktober 2023 debuteerde Piotrowski voor Polen in een EK-kwalificatie 2024 wedstrijd tegen de Faeröer Eilanden. Hij werd op 7 juni 2024 door bondscoach Michał Probierz opgenomen in de Poolse selectie voor het EK 2024 in Duitsland. Polen werd in de groepsfase uitgeschakeld met nederlagen tegen Nederland (1–2) en Oostenrijk (1–3) en een gelijkspel tegen Frankrijk (1–1). Piotrowski kwam op het toernooi in actie tegen Nederland en Oostenrijk.
| Nationale ploeg | wedstrijden | Goals |
| --------------- | ----------- | ----- |
| Polen U19       | 6           | 0     |
| Polen U20       | 8           | 0     |
| Polen U21       | 11          | 0     |
| Polen           | 12          | 2     |
| Totaal          | 37          | 2     |

## Palmares
| Belgisch kampioen  | 1x | 2018/19 |
| Belgische Supercup | 1x | 2019    |

1 Szczęsny ·
2 Salamon ·
3 Dawidowicz ·
4 Walukiewicz ·
5 Bednarek ·
6 Piotrowski ·
7 Świderski ·
8 Moder ·
9 Lewandowski  ·
10 Zieliński ·
11 Grosicki ·
12 Skorupski ·
13 Romanczuk ·
14 Kiwior ·
15 Puchacz ·
16 Buksa ·
17 D. Szymański ·
18 Bereszyński ·
19 Frankowski ·
20 S. Szymański ·
21 Zalewski ·
22 Bułka ·
23 Piątek ·
24 Slisz ·
25 Skóraś ·
26 Urbański ·
Coach: Probierz